# Põgari-Sassi
Põgari-Sassi – wieś w Estonii, w prowincji Lääne, w gminie Ridala.